# 異噁唑
异噁唑（Isoxazole）是一种杂环化合物，含有相邻的一个氧杂原子和一个氮杂原子。异噁唑环结构存在于某些天然产物，如鹅膏蕈氨酸，以及一些药物，包括COX-2抑制剂伐地考昔（商品名Bextra）。一些耐β-内酰胺酶的抗生素含有异噁唑环，例如氯唑西林，双氯青霉素，氟氯西林。类固醇类药物达那唑也含异噁唑环。